# Ferruccio Valcareggi
Ferruccio Valcareggi (ur. 12 lutego 1919 w Trieście, zm. 2 listopada 2005 we Florencji) – włoski piłkarz i trener.
Jako zawodnik występował w Lucchese, Bolonii, Fiorentinie, Vicenzy i Triestinie. Sławę zdobył przede wszystkim jako trener. Był asystentem selekcjonerów reprezentacji Włoch na finałach mistrzostw świata w Chile w 1962 i Anglii w 1966. Po słabym występie kadry w Anglii (Włosi odpadli po porażkach w meczach grupowych z ZSRR i Koreą) został pierwszym trenerem. Początkowo prowadził reprezentację wspólnie z Heleniem Herrerą, od 1967 samodzielnie.
W latach 1966–1974 prowadzona przez niego reprezentacja Włoch przegrała zaledwie osiem spotkań. Zdobył wraz z zespołem mistrzostwo Europy w 1968. Na turnieju finałowym mistrzostw świata w 1970 Włosi dotarli do decydującego meczu, w którym ulegli Brazylijczykom. W 1974 był jednym z najstarszych trenerów na mistrzostwach świata w Niemczech; po odpadnięciu jego drużyny na etapie grupowym (m.in. wskutek porażki z Polską) został zastąpiony na stanowisku selekcjonera przez swojego asystenta Enza Bearzota.